# Erkenbrechtsweiler
Erkenbrechtsweiler település Németországban, azon belül Baden-Württembergben. Lakosainak száma 2193 fő (2023. december 31.). Erkenbrechtsweiler Owen, Lenningen, Grabenstetten, Hülben, Neuffen és Beuren községekkel határos.

## Népesség
A település népessége az elmúlt években az alábbi módon változott:
| Lakosok száma | 1342 | 1459 | 1602 | 1715 | 1844 | 2028 | 2173 | 2085 | 2088 | 2193 |
|               | 1961 | 1967 | 1974 | 1980 | 1987 | 1993 | 2000 | 2006 | 2013 | 2023 |